# Église Saint-Aignan de Senlis
L'église Saint-Aignan est une ancienne église catholique située 5-7 rue de Beauvais à Senlis (Oise), en France. Elle a été désaffectée à la Révolution, puis sa nef a été démolie en 1806 et le reste du bâtiment transformé en théâtre. En dépit d'une restauration soigneuse pendant les années 1980 et l'aménagement comme espace culturel, l'ancienne église est aujourd'hui à l'abandon et interdite d'accès pour des raisons de sécurité. L'importance historique du vestige réside dans le rôle de modèle qu'eut le clocher roman du XIe siècle pour les autres clochers romans de la région.

## Localisation
L'église domine une colline connue comme la montagne Saint-Aignan au sud-ouest du centre-ville médiéval. La rue de Beauvais portait aussi le titre de rue Saint-Aignan. Les façades sud de la rue de Beauvais avec les vestiges de l'église ont été inscrites au titre des sites par arrêté du 17 décembre 1948.

## Historique

### L'église paroissiale
L'église Saint-Aignan fut une des sept églises paroissiales de Senlis, située sur le sommet de la montagne Saint-Aignan, butte sur laquelle est bâtie le secteur sud-ouest de la ville médiévale. La première église dédiée à saint Aignan fut consacrée à Orléans en 1029 ; quant à la date de fondation de celle de Senlis, elle ne s'est pas transmise dans les documents. Louis Graves la situe en 1024, ce que l'on ne peut pas totalement réfuter, car il est possible que l'église ait été construite avant sa dédicace à Saint-Aignan. Une date ultérieure paraît toutefois plus probable, et une construction avant le dernier quart du XIe siècle ne fait en même temps pas de doute. En effet, il a été démontré par Dominique Vermand que le clocher roman au nord inspira les autres clochers romans de la région encore debout de nos jours, à savoir ceux de l'église Saint-Pierre de Senlis, de Saint-Gervais de Pontpoint, de Rhuis, de Roberval et même de Morienval. Les vestiges d'un second clocher, probablement semblable ou sinon identique, ont été découverts au sud. L'église primitive romane fut donc probablement symétrique, disposait d'une nef non voûtée avec deux bas-côtés, mais sans transept. Le chevet fut probablement plat.

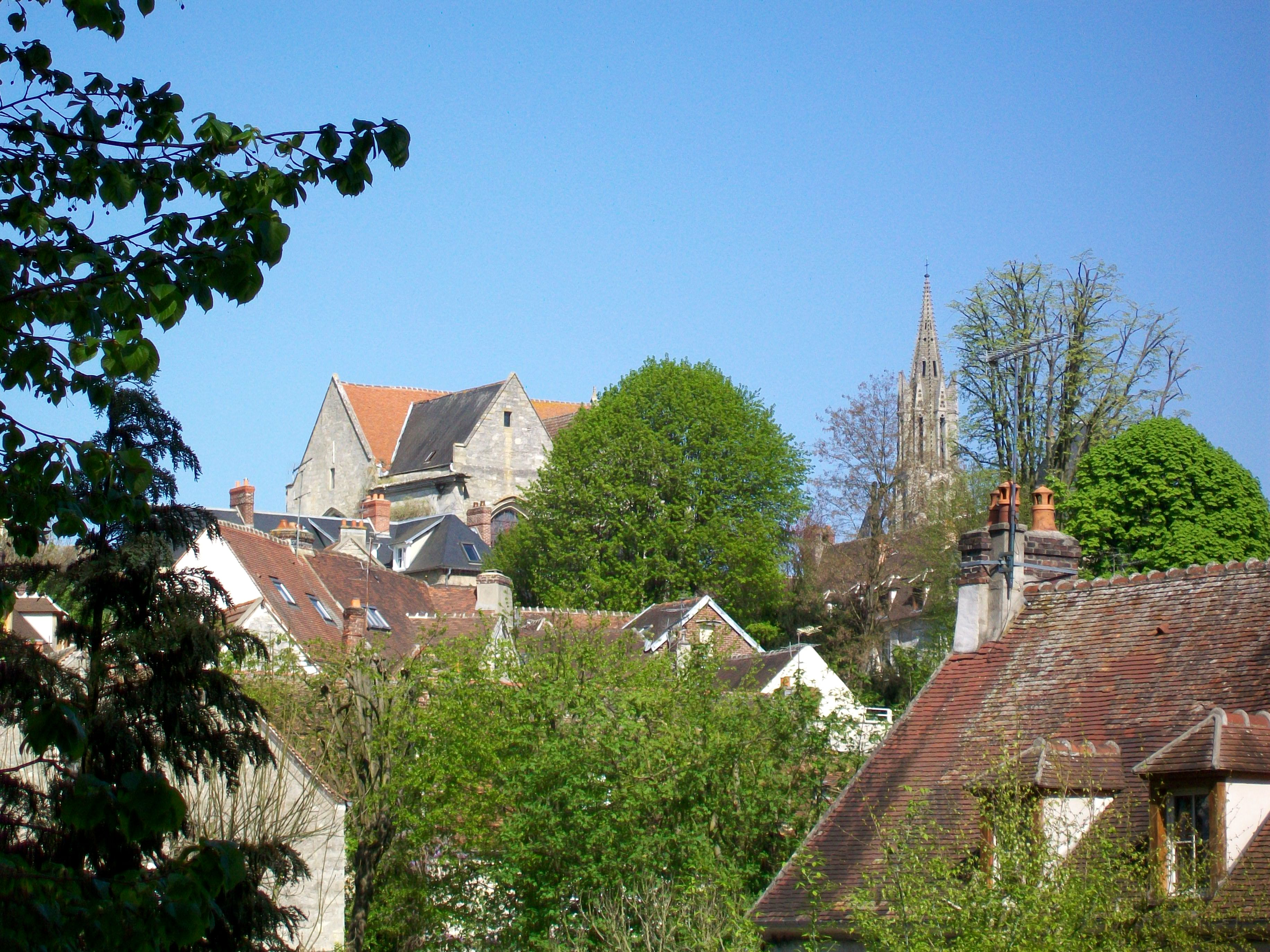
L'église Saint-Aignan, vue depuis le boulevard des Ôtages.

Au XIIIe siècle, quand la paroisse fut incontestablement très prospère, l'on fit subir un remaniement gothique à l'église. La base du clocher nord fut complètement reprise aussi bien à l'intérieur qu'à l'extérieur, afin de faire disparaître toute trace d'architecture romane de l'intérieur du bâtiment. En même temps, le chœur fut entièrement remplacé par une nouvelle construction. Deux ou trois siècles plus tard, lors des remaniements du VXe et du XVIe siècle, cette dernière a toutefois été démolie, exception faite de la chapelle latérale nord et d'une tourelle d'escalier. Le chœur actuel est ainsi le troisième depuis les débuts de l'église Saint-Aignan. C'est au XVIe siècle qu'elle prit son plan définitif. Le portail nord de l'église et tout le mur qui longe la rue de Beauvais, avec ses clochetons à crochets, avec ses gargouilles et son arc Tudor ont été reconstruits entre 1542 et 1544, dates mentionnées par des inscriptions gravées sur les pieds d'une statue de la Vierge et sur le premier pilier près du clocher. Les parties les plus récentes de l'édifice sacral, sans parler des modifications à la suite de la désaffectation, sont la sacristie et la chapelle latérale du transept sud, toutes les deux ajoutées au sud de la façade,.
La paroisse Saint-Aignan était toujours riche au XVIe siècle, et son église possédait ainsi quatre chapelles fondées par des notables de la ville : la chapelle de Notre-Dame, fondée vers 1265 par Hermesende du Murat ; la chapelle de saint Jean-Baptiste, fondée en 1318 par dame Hersent de Ballengny ; la chapelle de saint Nicolas, fondée entre 1436 et 1444 par Guillemette Roussel ; et la chapelle de saint Charles Borromée, dédiée par le cardinal François de La Rochefoucauld (1558-1645). Les emplacements de deux de ses chapelles sont encore connues. Il est certain qu'elles s'alignaient toutes le long du bas-côté sud, et les vestiges de trois arcades sont toujours visibles sur la maison qui fait équerre avec l'ancienne église, à l'ouest. - Existait également une confrérie du Saint-Sacrement, instituée également par La Rochefoucauld et confirmée par Paul V, reçut un règlement nouveau de l'évêque senlisien Denis Sanguin en 1654,,.

### L'utilisation culturelle

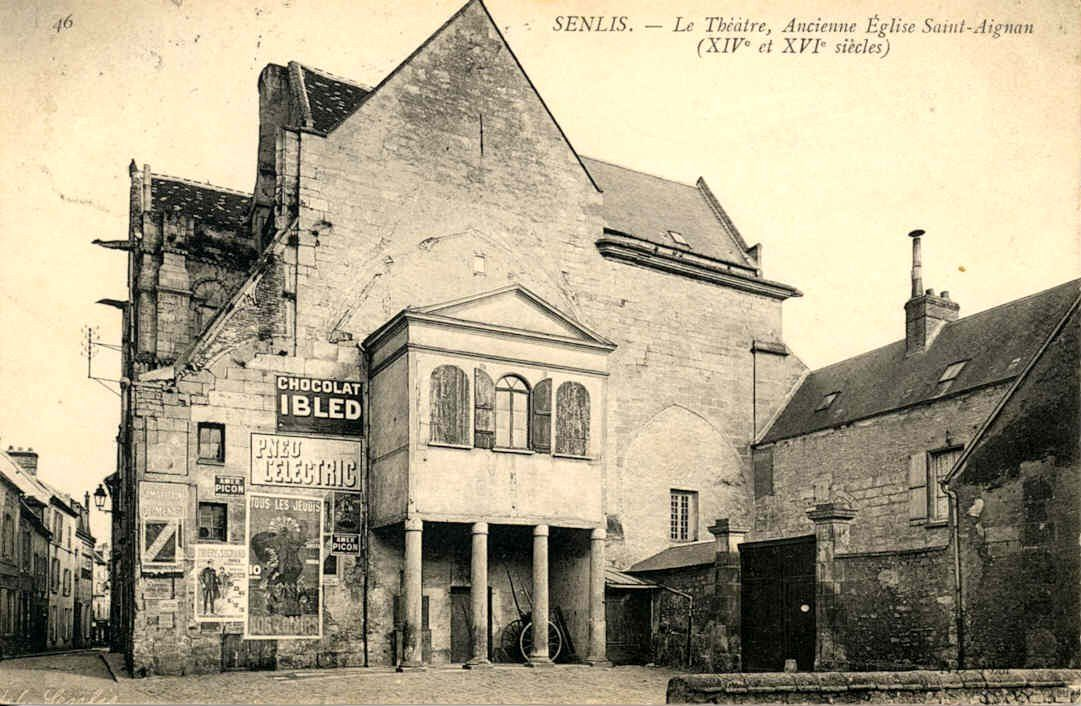
L'ancienne église Saint-Aignan en tant que théâtre municipal.

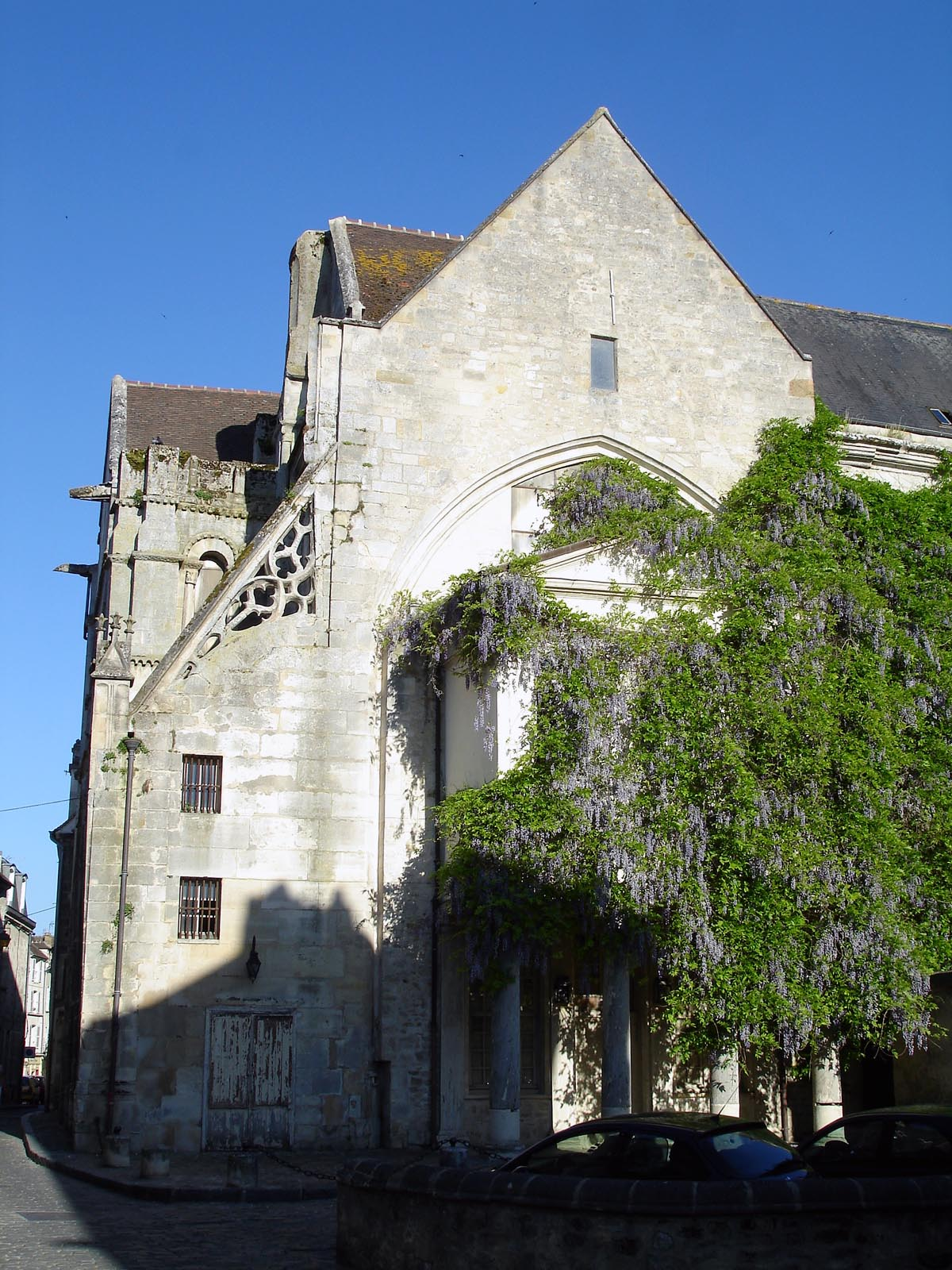
Vue de l'ancienne église depuis l'ouest, avec le portail du XIXe siècle.

L'église est vendue comme bien national le 4 août 1792, à l'instar de l'ensemble des églises et chapelles de Senlis hormis la cathédrale. L'acquéreur fut Philippe Fruitier, marchand-brasseur, moyennant une somme de 7 725 livres. Il fit transformer l'église en bergerie. Cette utilisation dura jusqu'en 1806, quand l'édifice, toujours complet, fut racheté par le marchand des vins Pierre-Jacques Fricaut, en date du 18 mai. Son intention fut de transformer l'ancienne église en théâtre. La motivation avancée par Félix Louat, selon lequel les soldats de la compagnie de la Garde du corps stationnés à Senlis à partir de juillet 1814 étaient visés comme clientèle, n'est pas tout à fait correcte. En effet, Fricaut avait mis au point un projet ambitieux, dont la réalisation dura huit années, et qui lui coûta également une grosse somme d'argent. L'on ignore aujourd'hui si ce fut le mauvais état de la nef qui persuada Fricaut à la faire démolir en 1806, avec l'étage supérieur du clocher nord et peut-être le clocher sud. Cette démolition rendit nécessaire la construction d'une nouvelle façade occidentale, avec une nouvelle entrée, inspirée de l'architecture classique toujours en vogue à cette époque.
Le théâtre put ouvrir en octobre 1814. L'ancienne église hébergea en même temps un café toujours très prisé par les Senlisiens jusqu'à sa fermeture définitive un siècle après son ouverture, à l'éclatement de la Première Guerre mondiale. Le café se situa à l'entresol en dessous de la tribune des spectateurs, et était pour son propriétaire un moyen de rentabiliser les investissements dans le théâtre. Les fenêtres sur la rue de Beauvais et la porte d'entrée entre l'ancienne église et la maison la jouxtant à l'est subsistent toujours. Quoi qu'il en fût, l'entreprise de Pierre-Jacques Fricaut ne franchit pas le seuil de la rentabilité, peut-être en raison de l'instabilité politique de l'époque, et fit faillite en 1817. Une vente aux enchères est organisée, et le mieux-disant est François Moulin, qui devient donc le nouveau propriétaire du théâtre. Lui non plus ne parvint pas à équilibrer ses comptes, notamment en raison des hypothèques qui pesèrent toujours sur l'immeuble, et en raison des litiges juridiques avec d'anciens créanciers de Fricaut : Il paraît que la situation financière réelle de la propriété avait été cachée lors de la mise en vente. Ce n'est qu'en octobre 1821 que ces problèmes financiers et juridiques sont enfin réglés, mais François Moulin est impatient de se défaire le plus rapidement possible du théâtre. Après de longues négociations, il le vend à la ville de Senlis pour une somme de 24 000 francs en date du 22 juin 1822, soit un tiers des frais qu'il prétend avoir eus, alors que la municipalité les évalue avec 50 000 francs.
La ville de Senlis continue d'exploiter le théâtre, qui devient ainsi théâtre municipal, et se charge également de la programmation. Le choix des pièces est toujours délicat ; le public favorisant largement le théâtre de boulevard, mais de nombreux habitants se plaignant en même temps du mauvais goût de certaines pièces et plaident en faveur d'un programme plus classique. Le théâtre fonctionne pendant longtemps. Il est loué à un entrepreneur cinématographique en 1920 et devient donc cinéma. La date de l'arrêt de son exploitation comme cinéma n'est pas citée par la littérature, ; ce fut toutefois vers 1978 ou 1979, selon Jean-Marc Femolant.
En 1980, la ville vend l'ancienne église alors vacante à M. et Mme Raynal-Menes, qui entreprennent la restauration de l'église, tout en respectant les aménagements du XIXe siècle. Ils financent aussi en partie les fouilles archéologiques 1988 préalables à la construction d'un sous-sol. Le bâtiment devient l'« espace Saint-Aignan » mais est aujourd'hui désaffecté et ne peut actuellement plus se visiter pour des raisons de sécurité. Le classement au titre des monuments historiques par arrêté du 23 juillet 1981 remonte à l'époque de l'acquisition par les Raynal-Menes et est largement dû à leur engagement personnel.

## Description

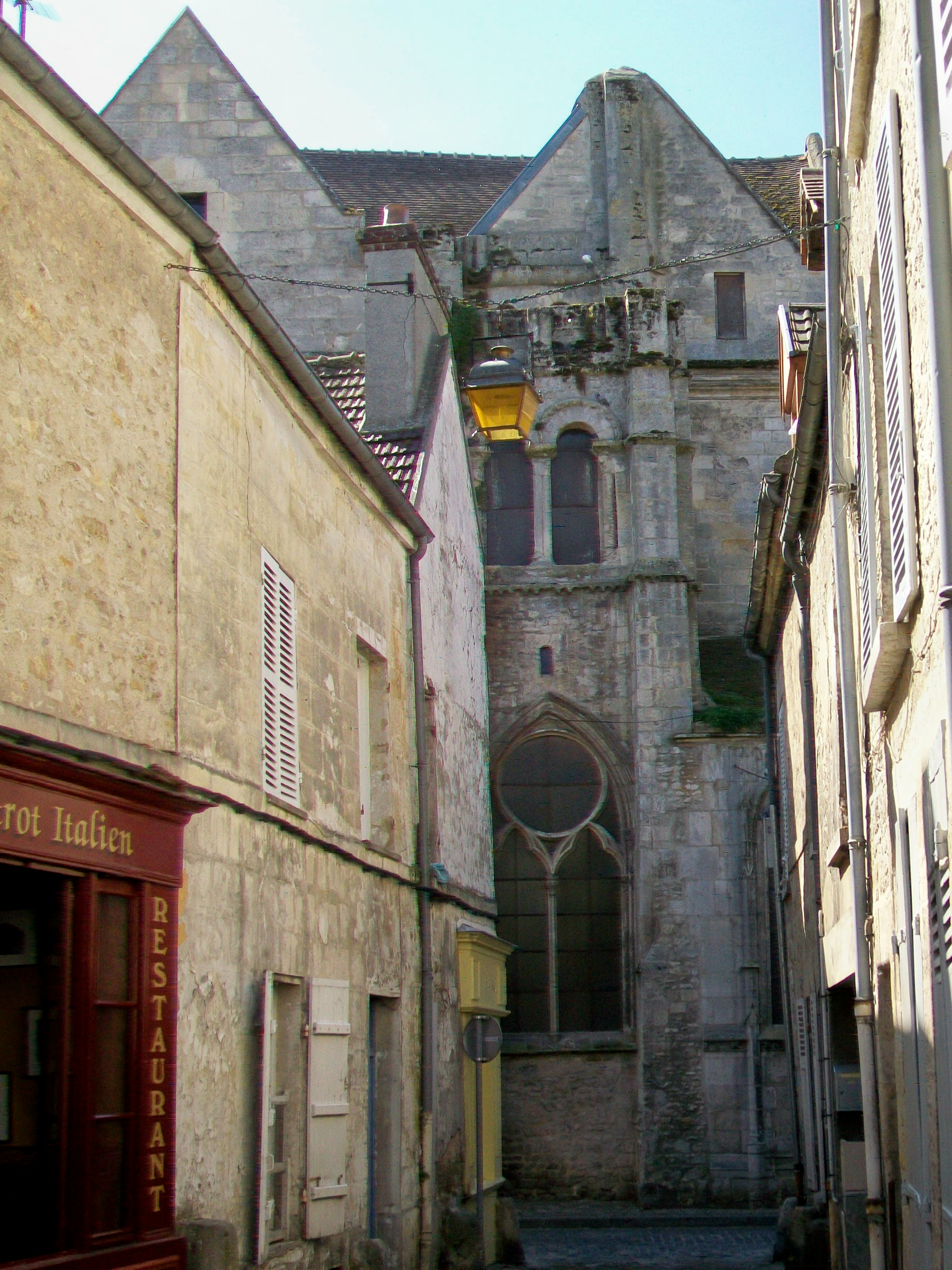
Vue partielle de la façade nord, avec les deux pignons dont celui de droite en recul par rapport à la façade, et le clocher roman.

### Plan et structure
Le plan de l'église Saint-Aignan fut déterminé par les particularités topographiques et le tissu urbain : Au nord, la rue de Beauvais court d'est en ouest, artère importante dont l'interception fut impensable. À l'ouest, l'étroite rue de la montagne Saint-Aignan entame sa descente dès le carrefour avec la rue de Beauvais. À l'est, très peu d'espace reste entre le chevet de l'église et la maison voisine, et au sud, la montagne Saint-Aignan présente une pente assez raide. L'orientation de l'édifice est presque exactement est-ouest, et donc conforme à l'usage.
Depuis le milieu du XVIe siècle environ jusqu'en 1806, l'église Saint-Aignan fut structurée comme suit : Le chœur se compose de deux travées, dont la première peut être vue également comme la croisée du transept. Le transept n'est toutefois pas complet au nord, où la présence du clocher roman n'a permis que la construction d'une demi-travée du croisillon nord. Au nord et au sud, le chœur est accompagné de deux chapelles latérales, qui peuvent aussi être interprétées comme les éléments d'un double transept. Ces chapelles latérales se terminent à l'est par un chevet plat. Le chœur lui-même se poursuit au-delà de cette limite par un segment trop peu profond pour être qualifiée de travée, mais faisant très nettement saillie sur la façade. Il s'agit là aussi d'un chevet plat. Au total, le chœur mesure neuf mètres de largeur et quatorze mètres de longueur.
La nef ne comportait que deux travées et était de longueur à peu près identique à celle du chœur, et de même largeur et hauteur. Un arc triomphal, toujours visible sur l'actuelle façade occidentale, séparait toutefois les deux parties de l'église. La nef disposait de bas-côtés au nord et au sud. La première travée du bas-côté sud était de forme trapezoïde à son extrémité occidentale, en suivant ainsi la ligne de la rue de la Montagne Saint-Aignan pour gagner un maximum de place à l'intérieur de l'église. Vu la situation de l'église déjà esquissée, les chapelles supplémentaires n'ont pu être construites qu'au sud. À l'extrémité sud-est de l'église, la sacristie a été accolée à la chapelle latérale sud du chœur au XVIe siècle. Une chapelle contemporaine de la sacristie subsiste toujours au sud du croisillon sud du transept. Les autres trois chapelles suivaient en enfilade tout au long du bas-côté sud, chacune ayant donc la largeur de deux tiers d'une travée.

### Architecture

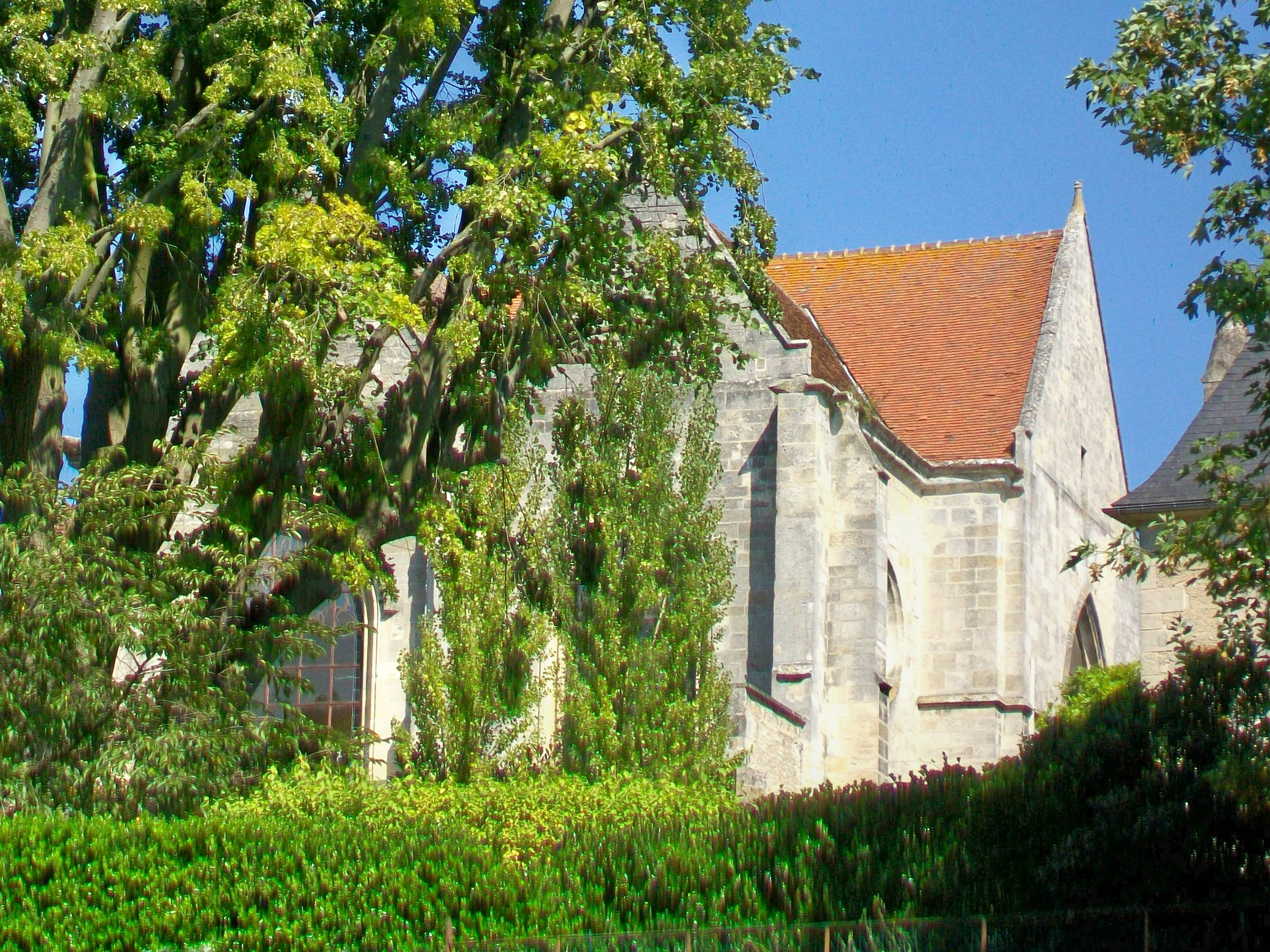
Double transept aux deux pignons au sud et chœur, depuis la place aux Veaux.
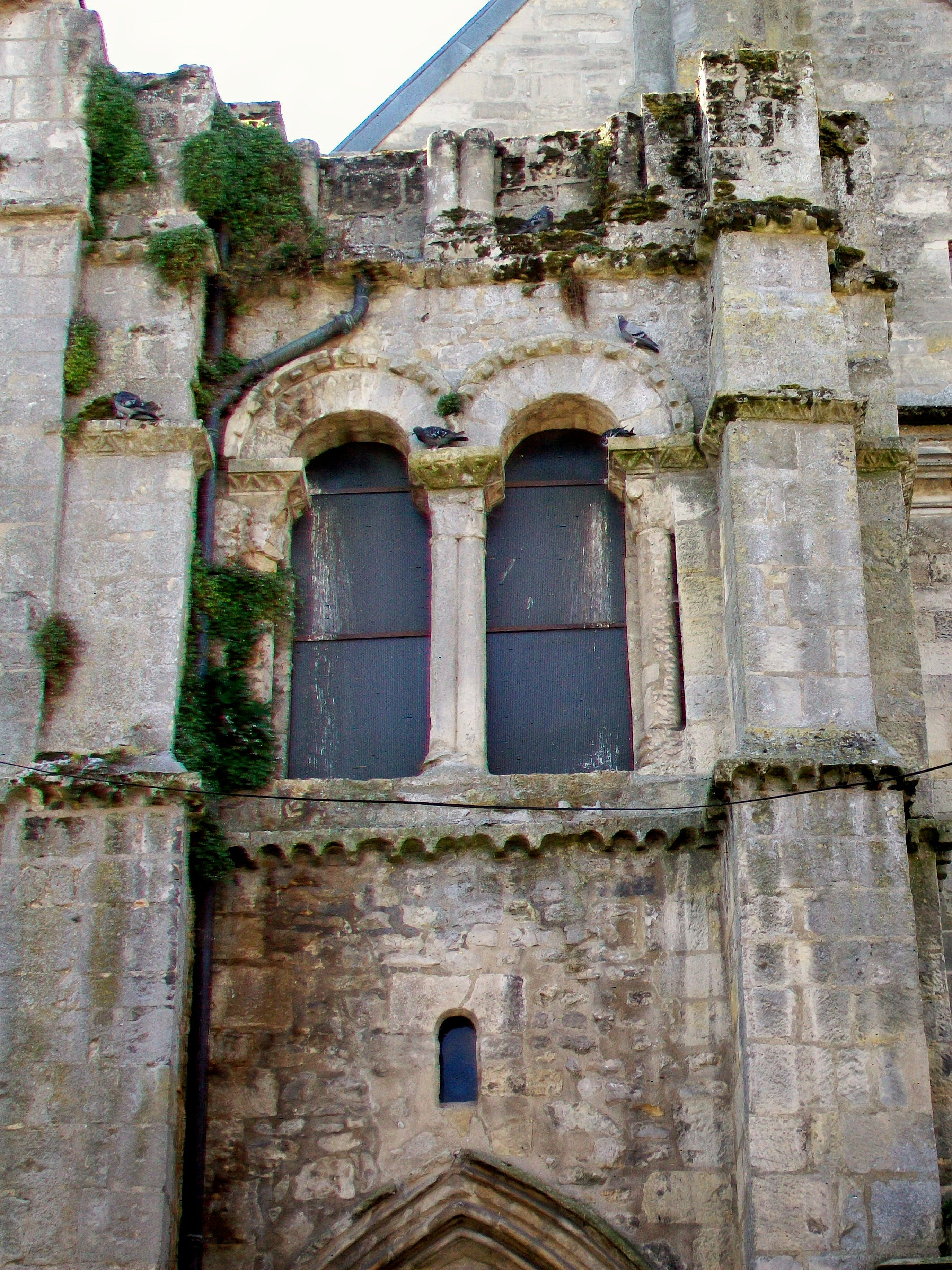
Le clocher roman du XIe siècle au nord, côté nord, depuis la rue du Four.
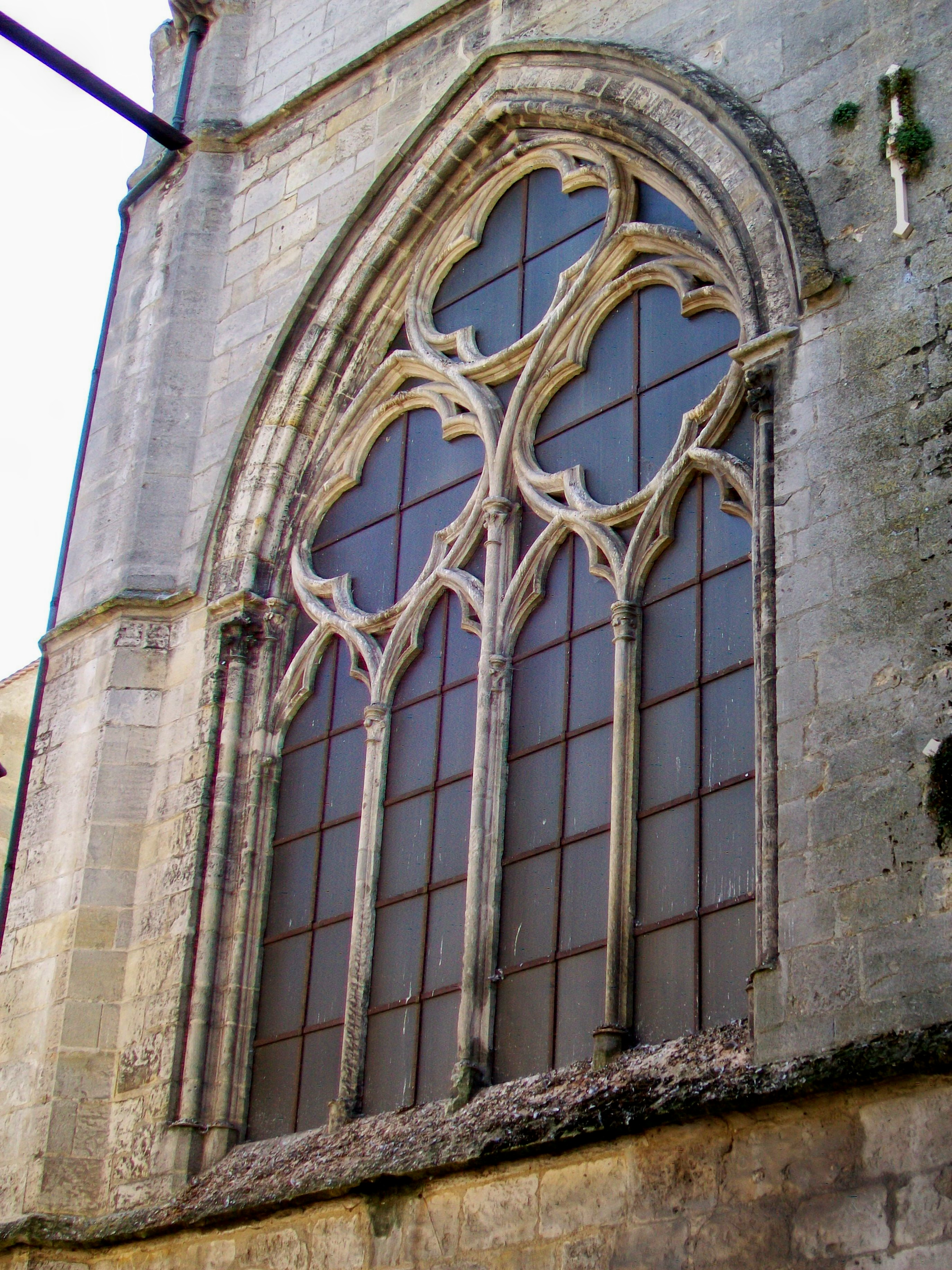
Vaste baie XIIIe siècle de la chapelle latérale nord du chœur.
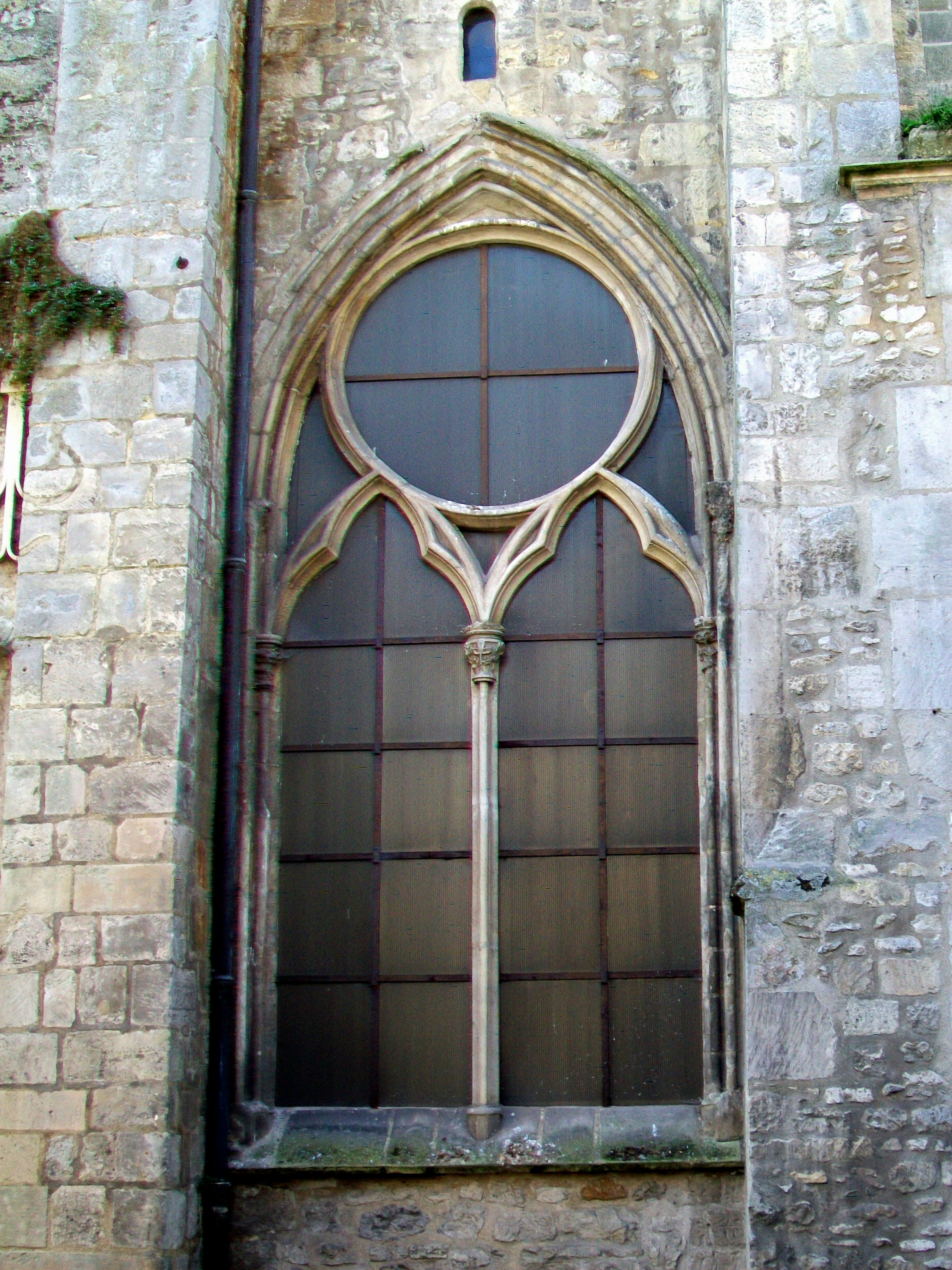
Baie en arc brisé en bas du clocher roman, sur la rue de Beauvais.
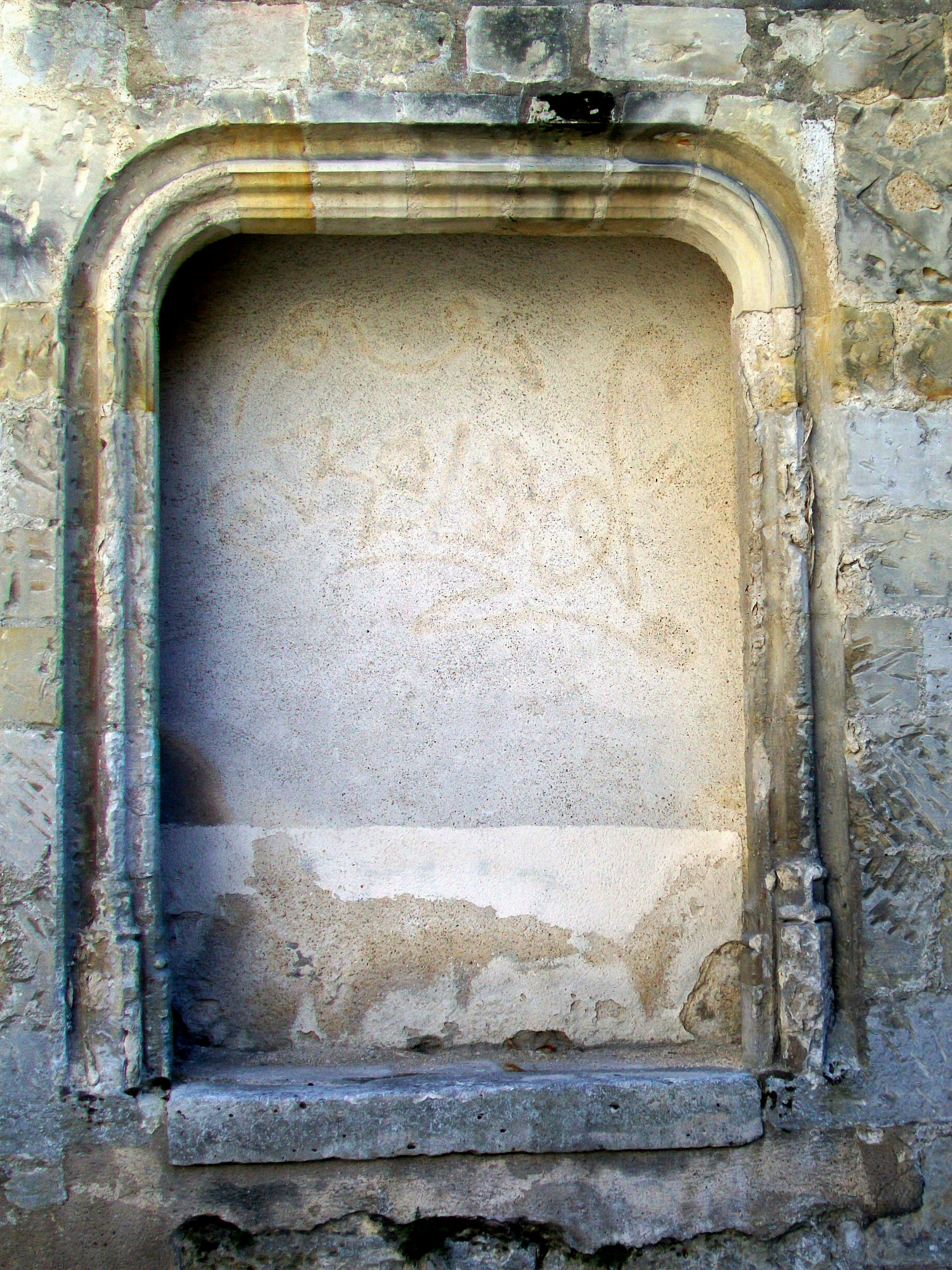
Vestige restauré de la porte extérieure sur la rue de la montagne Saint-Aignan.

À l'extérieur, l'on remarquera les deux pignons du chœur vers le nord, pas tout à fait identiques, contrairement aux deux pignons voisins de la chapelle latérale sud et du croisillon sud du transept, qui soulignent l'impression d'un double transept. Au nord, l'on a laissé en place la chapelle latérale du XIIIe siècle ainsi que le clocher roman, ce qui explique que les pignon du transept ne donne pas directement sur la rue. Quant à la toiture de la nef et des bas-côtés, l'on ne sait plus comment elle se présenta. Les seuls éléments de la nef et de ses bas-côtés qui subsistent sont le dernier arc-boutant diagonal du bas-côté nord ; le vestige d'une porte dans la première travée du bas-côté sud vers la rue de la montagne Saint-Aignan, ainsi que le mur méridional avec les trois arcades des chapelles déjà mentionnés. La baie de la chapelle latérale nord sur la rue de Beauvais est particulièrement remarquable et bien conservée ; de grandes dimensions, elle se compose de quatre lancettes surmontées de trois roses quadrilobées inscrites dans des ogives. Le remplage est particulièrement filigrane. La baie au rez-de-chaussée du clocher, avec son « arc-Tudor » d'après le chanoine Müller, ne conserve que les principaux éléments de son remplage. Louis Graves l'avait encore considéré comme élément antérieur au XIIIe siècle et qualifié son style de transition entre le roman et le gothique, ce qui était une fausse interprétation. Quant au remplage de la fenêtre à sa droite, il a été complètement refait de façon simplifiée.
Le clocher se situe sur la rue de Beauvais et subsiste seulement en sa partie inférieure et date de la période romane. Il est coupé à mi-hauteur par un cordon simulant des demi-ronds et par une rangée de modillons en boudins. Chacune des faces était éclairée par deux baies plein cintre, aux arcatures ornées de billettes, et encadrées de colonnettes, dont les tailloirs sont partagés en triangles à facettes. Un pignon au nord est percé d'une baie dont les colonnettes supportent des chapiteaux du XIVe siècle,.
Lors de la transformation de l'église en théâtre, un entresol a été créé sous les gradins, permettant l'aménagement du café déjà mentionné. La scène se situait à l'ouest, en dessus de l'entrée actuelle. La pièce supportée par les colonnes de l'entrée était l'arrière-scène. En franchissant le seuil, les spectateurs furent donc accueillis dans un vestibule situé en dessous de la scène. Les gradins, arrangés en hémicycle, se situaient dans la partie orientale du chœur : les spectateurs tournaient le dos au chevet de l'église. Il y avait également deux niveaux de loges, tenant compte de la faible superficie au sol du bâtiment. Le clocher et la chapelle latérale sud du chœur furent transformés en quatre chambres pour les acteurs, et une resserre pour les décors fut aménagé à l'étage nouvellement créé du croisillon sud du transept. L'on avait même trouvé de la place pour une étroite fosse d'orchestre entre la scène et les gradins.
À l'intérieur, les restaurations des années 1980 ont dégagé le premier étage du clocher roman, qui avait été seulement dissimulé et non détruit lors de la transformation gothique au XIIIe siècle. On a également mis au jour une baie du triforium, dont l'existence était jusque-là inconnue. Le plafond du chœur est voûté sur croisées d'ogives. L'on ne sait plus si tel fut également le cas de la nef. Un équilibre entre la mise en valeur de l'architecture sacrale ancienne et la conservation des aménagements du début du XIXe siècle, qui eux aussi représentent une valeur patrimoniale, a été recherché. Ainsi, la plate-forme de la scène a été maintenue, ainsi que les escaliers desservant jadis les loges, mais les gradins et les substructures de la scène ont été supprimés.

## L'église Saint-Aignan dans le cinéma
- En 1963, des scènes du film L'Année du bac ont été tournées devant la façade et dans cette église (quand elle était un cinéma).